# Pseudorabdion taylori
Pseudorabdion taylori är en ormart som beskrevs av Leviton och Brown 1959. Pseudorabdion taylori ingår i släktet Pseudorabdion och familjen snokar. IUCN kategoriserar arten globalt som otillräckligt studerad. Inga underarter finns listade i Catalogue of Life.
Arten förekommer i Filippinerna och är sällsynt. Den vistas troligen liksom andra släktmedlemmar i skogar och den lever delvis underjordisk.